# Anastasiya Kuzmina
Anastasiya Vladimirovna Kuzmina (em eslovaco:  Anastasia Kuzminová, em russo:  Анастасия Владимировна Кузьмина; Tiumen, 28 de agosto de 1984) é uma biatleta nascida na União Soviética que hoje compete pela Eslováquia. Em 2009, conquistou o ouro no Campeonato Mundial, na prova de largada coletiva. No ano seguinte, conquistou duas medalhas nos Jogos Olímpicos de Inverno de Vancouver, um ouro na prova de velocidade e uma prata na prova de perseguição.